# Ruth Matta
Ruth Matta (...) è una giocatrice di football americano britannica, che gioca come runningback per le Birmingham Lions..
Dal 2019 alterna la militanza nelle Lions a quella nelle Boston Renegades della WFA

## Palmarès
- 4 WFA Pro Championship Game (Boston Renegades: 2019, 2021, 2022, 2023)
- 6 NWFL Championship (Birmingham Lions: 2014, 2015, 2016, 2017, 2018, 2018-19)